# ひうらさとる
ひうら さとる（1966年5月10日 - ）は、日本の漫画家。女性。大阪府出身。兵庫県豊岡市在住。血液型はA型。大阪市立工芸高等学校卒業。

## 来歴
1984年 - 『なかよしデラックス』（講談社）に掲載の「あなたと朝まで」でデビュー。以降、『なかよし』（講談社）で作品を発表していたが、掲載誌を移して『Cookie』（集英社）や『月刊プリンセス』（秋田書店）、『Kiss』（講談社）などで連載。代表作は2004年から連載の『ホタルノヒカリ』。
2011年 - 東京から神鍋高原に移住。
東日本大震災の被災者を支援する為に他の漫画家と共同で東日本大震災チャリティ同人誌「pray for Japan」で執筆する。東日本大震災応援プロジェクトとして、被災地に漫画家が赴き現地を取材し漫画で語り伝えるという「ストーリー311」を漫画家有志らと企画。講談社デジキスで発表。2013年3月11日に講談社より単行本化。翌2014年3月11日には第2弾となる「ストーリー311 あれから3年」をKADOKAWAより出版。
2014年 - 『アジアで花咲け!なでしこたち』（第5期　2014年2-3月、第6期　2014年11-12月、第7期　2015年2-3月　NHK BS1）レポーター。
2015年 - 城崎温泉に移住。
2019年11月29日 - 海野つなみの漫画家生活30周年を記念したイベント「大阪ほろ酔い夜会」でトークイベントに参加。
2024年4月28日 - 『西園寺さんは家事をしない』がTBSにて2024年7月期の火曜ドラマ枠（毎週火曜よる10時）で放送されることが発表された。主人公・西園寺一妃役に松本若菜、シングルファーザーのイケメンエンジニア・楠見俊直役に松村北斗（SixTONES）を迎える。

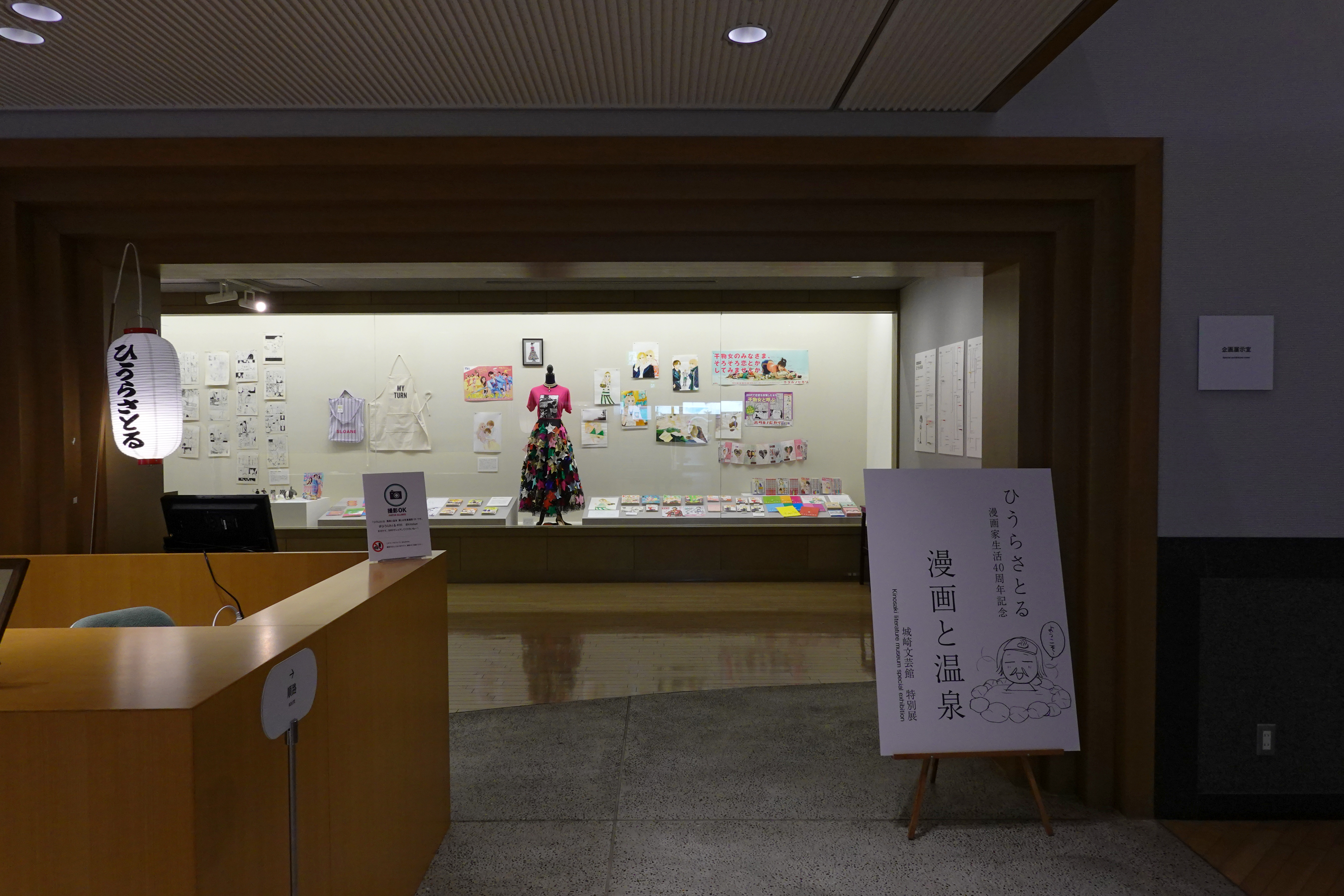
ひうらさとる漫画家生活40周年記念原画展『漫画と温泉』（城崎文芸館）

2024年9月13日〜2025年3月31日 - 城崎文芸館にて「ひうらさとる漫画家生活40周年記念原画展『漫画と温泉』」を開催

## 人物
ペンネームは、小学生の頃に大ファンだった水島新司の作品の登場人物（『野球狂の詩』の「火浦」健と『ドカベン』の里中「智」）に由来する。レピッシュのファン。2007年8月に結婚。2009年、第1子となる女児を出産した。

## 作品リスト

### 連載
- ぽーきゅぱいん - 単行本全2巻（講談社『なかよし』1986年5月号 - 1987年10月号） - 初の連載作品。
- エンジェル・ブルー - 単行本全1巻（講談社『なかよし』1988年1月号 - 3月号）
- レピッシュ! - 単行本全2巻（講談社『なかよし』1988年4月号 - 1989年9月号）
- 月下美人(ムーンライトシンデレラ) - 単行本全3巻（講談社『なかよし』1989年10月号 - 1990年12月号） - ミュージカル化され、青山劇場で公演された。その際、CDデビュー前のTOKIOが出演している。
- パラダイスカフェ - 単行本全3巻（講談社『なかよし』1991年4月号 - 1992年7月号）
- プリティ・グッド - 単行本全1巻（講談社『なかよし』1993年）
- GOGO!ゴージャス - 単行本全2巻（集英社『別冊ヤングユー』1993年WINTER号 - 1998年）
- プレイガールK - 単行本全7巻（講談社『別冊フレンド』1994年11月号 - 1997年）
- 美神にひざまずけ! - 単行本全1巻（講談社『Kiss』)
- 東京BABYゲーム - 単行本全6巻（講談社『別冊フレンド』1997年3月号 - 1999年4月号）
- おしゃれ泥棒'97 - 単行本全1巻（集英社『マーガレット』1997年）
- 素敵なダンナ様 - 単行本全2巻（集英社『ヤングユー』1998年 - 2000年）
- こんな男に手を出すな! - 単行本全1巻（講談社『Kiss』1998年No.18、1999年No.5 - 8号）
- クレイジーラバーズNo.6 - 単行本全2巻（講談社『別冊フレンド』1999年10月号 - 2000年3月号）
- ねえ、honey知らないの? - 単行本全2巻（講談社『Kiss』1999年No.18 - 2001年No.8）
- YG（ワイジー） - 単行本全4巻（秋田書店『月刊プリンセス』2000年 - 2001年）
- ハート☆ドロップ - 単行本全2巻（講談社『別冊フレンド』2000年7月号 - 2001年2月号）
- LOVE+DESSIN - 単行本全4巻（講談社『別冊フレンド』2001年12月号 - 2003年3月号）
- Eb★スター - 単行本全1巻（集英社『Cookie』2003年）
- ダブル-double- - 単行本全1巻（集英社『Cookie』2004年）
- ガールズ・ブラヴォー? - 単行本全2巻（集英社『Cookie』2004年 - 2007年）
- ホタルノヒカリ - 単行本全15巻（講談社『Kiss』2004年No.16 - 2009年No.16） - 2007年、2010年にテレビドラマ化
- 女子高生チヨ(64) - 単行本全1巻（講談社『Beth』2006年Vol.1 - 2008年Vol.8、『Kiss PLUS』2008年3月号 - 2009年3月号）- 木の実ナナ主演でミュージカル化。東京（東京グローブ座）大阪（サンケイホールブリーゼ）で公演された。
- Girl25 - ムック本全1巻（講談社『with』2006年8月号 - 2008年9月号）
- ヒゲの妊婦(43) - 単行本全1巻（講談社『Kiss』2010年No.5 - No.23）
- メゾンde長屋さん - 単行本全3巻（講談社『Kiss』2010年No.14 - 2012年No.3）
- うらら - 単行本全4巻（講談社『Kiss』2012年No.7 - 2013年9月号）
- もしも神様 - 単行本全1巻（集英社『Cocohana』2013年12月号 - 2014年4月号）
- ホタルノヒカリ SP - 単行本全6巻（講談社『Kiss』2014年3月号[9] - 2017年7月号[10]） - 『ホタルノヒカリ』の続編。
- 貴族探偵 - 単行本全3巻（原作：麻耶雄嵩、集英社『YOU』2017年5月号[11] - 8月号） - 小説のコミカライズ[12]。
- ホタルノヒカリBABY - 単行本全6巻（講談社『Kiss』2017年12月号[13] - 2021年6月号[14]）
- もいちどあなたに - 単行本全2巻（『YOU』2018年5月号[15] - 11月号[16]→『ザ マーガレット』2019年2月号[17] - 2019年10月号）
- 聖ラブサバイバーズ - 単行本全4巻（『Palcy』2020年10月31日[18] - 2023年4月1日[19]）
- 西園寺さんは家事をしない - 単行本全5巻（『BE・LOVE』2021年10月号[20] - 2024年7月号）
- 美男と金子（祥伝社『FEEL YOUNG』2025年6月号[21] - ）

### 読切
- あなたと朝まで（講談社『なかよしデラックス』1984年8月号）
- 夢見る星から…（講談社『なかよしデラックス』1986年3月号）
- おしゃれ泥棒'87（講談社『なかよしデラックス』1987年6月号）
- Baby,逃げるんだ!
- September Fish
- 恋する消しゴム
- 椿〜camellia〜
- パーフェクト・ルーム
- うーの王子様
- Maria－マリア－
- ワイルド×スウィート×チェリー
- なけなしスーパースター
- 囚われの姫
- 氷の女王様
- カレーパンの王子
- あなたのお気に召すままに
- ラブ・ボンバー!
- Trash!
- Fly me to the moon（原作：海野つなみ[22]、『Kiss』2018年1月号[23]） - 「その日世界は終わる」第2話[23]。
- いつもどこかで（NHKのサイト「どーも、マンガです。」2018年1月公開[24]）
- 君は星屑、スーパースター（『ビッグコミックスピリッツ』2024年47号[25]）

### 挿絵
- YAQ・BU女子マネ物語（著・林さわこ、1987年、講談社）
- 片想いDR!（著・林さわこ、1988年、講談社）
- AQ（永久）に愛したい!（著・林さわこ、1988年、講談社）
- 卒業DS!（著・林さわこ、1989年、講談社）
- ムーンライトシンデレラ（著・芳村杏、1990年、講談社） - 「月下美人(ムーンライトシンデレラ)」の小説化。
- 小説 ホタルノヒカリ〜ある干物女が恋愛の大海へと泳ぎ出すまでの序章〜（著・豊田美加、2007年、講談社） - 「ホタルノヒカリ」の小説化。

## 書籍
個別記事があるものはそれを参照。

### 講談社
講談社コミックスなかよし
- ぽーきゅぱいん（1987年刊、全2巻）
- エンジェル・ブルー（1988年刊）
  - 併録「夢見る星から…」「おしゃれ泥棒'87」
- レピッシュ!（1988年 - 1989年刊、全3巻）
- 月下美人(ムーンライトシンデレラ)（1990年 - 1991年刊、全3巻）
- パラダイスカフェ（1991年 - 1992年刊、全3巻）
- プリティ・グッド（1993年刊）

講談社コミックス別冊フレンド
- プレイガールK（1995年 - 1997年刊、全7巻）
  1. 1995年2月8日発売、ISBN 978-4-06-302980-2
  2. 1995年8月7日発売、ISBN 978-4-06-302999-4
  3. 1995年12月11日発売、ISBN 978-4-06-303013-6
  4. 1996年3月11日発売、ISBN 978-4-06-303022-8
  5. 1996年7月10日発売、ISBN 978-4-06-303036-5
  6. 1996年11月11日発売、ISBN 978-4-06-303048-8
  7. 1997年2月10日発売、ISBN 978-4-06-303057-0
- キミはボクの宝物（1995年4月10日発売、ISBN 978-4-06-302987-1）
  - 短編集。併録作品「Baby,逃げるんだ!」「September Fish」「恋する消しゴム」「あなたと朝まで」
- 東京BABYゲーム（1997年 - 1999年刊、全6巻）
  1. 1997年6月11日発売、ISBN 978-4-06-303068-6
  2. 1997年11月11日発売、ISBN 978-4-06-303088-4
  3. 1998年3月11日発売、ISBN 978-4-06-303101-0
  4. 1998年8月5日発売、ISBN 978-4-06-303123-2
  5. 1998年12月7日発売、ISBN 978-4-06-303137-9
  6. 1999年4月9日発売、ISBN 978-4-06-303149-2
- 椿〜camellia〜（1999年6月9日発売、ISBN 978-4-06-303157-7）
  - 短編集。併録「東京BABYゲーム番外編 Seven」「パーフェクト・ルーム」
- クレイジーラバーズNo.6（2000年刊、全2巻）
  1. 2000年1月11日発売、ISBN 978-4-06-303179-9
  2. 2000年4月11日発売、ISBN 978-4-06-303190-4（併録「うーの王子様」）
- ハート☆ドロップ（2001年刊、全2巻）
  1. 2001年1月10日発売、ISBN 978-4-06-341221-5
  2. 2001年2月9日発売、ISBN 978-4-06-341224-6
- LOVE+DESSIN（2002年 - 2003年刊、全4巻）
  1. 2002年5月10日発売、ISBN 978-4-06-341284-0
  2. 2002年7月10日発売、ISBN 978-4-06-341290-1
  3. 2002年11月11日発売、ISBN 978-4-06-341314-4
  4. 2003年3月11日発売、ISBN 978-4-06-341329-8
- Maria－マリア－（2003年12月12日発売、ISBN 978-4-06-341367-0）
  - 短編集。併録「ワイルド×スウィート×チェリー」「なけなしスーパースター」
- イケナイことかい?（2005年6月13日発売、ISBN 978-4-06-341432-5）
  - 短編集。「囚われの姫」「氷の女王様」「カレーパンの王子」の3作品収録。

講談社コミックスKiss
- 美神にひざまずけ!（1996年1月10日発売、ISBN 978-4-06-325689-5）
  - 併録「あなたのお気に召すままに」
- こんな男に手を出すな!（1999年7月9日発売、ISBN 978-4-06-325843-1）
- ねえ、honey知らないの?（2000年 - 2001年刊、全2巻）
- ホタルノヒカリ（2005年 - 2009年刊、全15巻）
- メゾンde長屋さん（2011年 - 2012年刊、全3巻）
- うらら（2012年 - 2013年刊、全4巻）
  1. 2012年7月13日発売[26]、ISBN 978-4-06-340886-7
  2. 2013年1月11日発売[27]、ISBN 978-4-06-340897-3
  3. 2013年5月13日発売[28]、ISBN 978-4-06-340908-6
  4. 2013年9月13日発売[29]、ISBN 978-4-06-340918-5
- ホタルノヒカリ SP（2014年 - 2017年刊、全6巻）
- ホタルノヒカリBABY（2018年 - 、既刊5巻）

その他
- Girl25（講談社MOOK、2009年6月10日発売、ISBN 978-4-06-379351-2）
- 女子高生チヨ(64)（ワイドKC、2009年6月12日発売、ISBN 978-4-06-337673-9）
- ヒゲの妊婦(43)（ワイドKCKiss、2011年4月13日発売、ISBN 978-4-06-337719-4）
- 聖ラブサバイバーズ（KCデラックス、2020年 - 、既刊2巻）
  1. 2020年11月13日発売[30][31]、ISBN 978-4-06-521456-5
  2. 2021年5月13日発売[32]、ISBN 978-4-06-523362-7

### 集英社
ヤングユーコミックス
- GOGOゴージャス（1995年 - 1998年刊、全2巻）
  1. 1995年11月1日発売、ISBN 978-4-08-864211-6
  2. 1998年4月1日発売、ISBN 978-4-08-864362-5
- 素敵なダンナ様（1998年 - 2000年刊、全2巻）
  1. 1998年12月1日発売、ISBN 978-4-08-864406-6
  2. 2000年12月1日発売、ISBN 978-4-08-864528-5（併録「ラブ・ボンバー!」）

マーガレットコミックス
- おしゃれ泥棒'97（1997年12月1日発売、ISBN 978-4-08-848744-1）
- もしも神様（2014年6月25日発売、ISBN 978-4-08-845235-7）
- 貴族探偵（原作：麻耶雄嵩、2018年刊、全1巻）
- もいちどあなたに（2018年 - 2019年刊、全2巻）
  1. 2018年11月22日発売[33][34]、ISBN 978-4-08-844133-7
  2. 2019年10月25日発売[35]、ISBN 978-4-08-844261-7

りぼんマスコットコミックス
- Eb★スター（2003年8月8日発売、ISBN 978-4-08-856488-3）
- ダブル-double-（2004年7月15日発売、ISBN 978-4-08-856555-2）
  - 併録「Trash!」
- ガールズ・ブラヴォー?（2005年 - 2007年刊、全2巻）
  1. 2005年3月15日発売、ISBN 978-4-08-856600-9
  2. 2007年8月10日発売、ISBN 978-4-08-856766-2

### 秋田書店
プリンセスコミックス
- YG（ワイジー）（2000年 - 2001年刊、全4巻）
  1. 2000年7月1日発売、ISBN 978-4-25-319040-4
  2. 2000年12月1日発売、ISBN 978-4-25-319041-1
  3. 2001年7月1日発売、ISBN 978-4-25-319042-8
  4. 2001年11月1日発売、ISBN 978-4-25-319043-5

### アンソロジー
講談社コミックス別冊フレンド
- もっとHに愛されたい!（2001年9月11日発売、ISBN 978-4-06-341250-5）
  - 「椿〜camellia〜」収録。
- まっすぐに純愛（2004年11月12日発売、ISBN 978-4-06-341408-0）

その他
- ストーリー311（ワイドKC、2013年3月11日発売、ISBN 978-4-06-337779-8）
- MANGA Day to Day（2021年3月25日発売） - 110組のマンガ家が参加したリレー連載作品[36]。

## イラスト・寄稿
- 本とお菓子特集（『ダ・ヴィンチ』2017年3月号[37]） - オススメするお菓子を紹介
- 『クローバー』シリーズ20周年イラスト（『Cocohana』2017年掲載、『クローバー trefle』第10巻収録[38]）
- 映画『この世界の片隅に』公式ファンブック（2017年7月28日発売[39]）
- 『はいからさんが通る』と大和和紀ワールド（2017年9月15日[40]） - 作品を語るQ&Aを収録[40]
- 君届WORKS+トリビュート（『別冊マーガレット』2018年1月号付録「スペシャルトリビュートBOOK」掲載[41]、『君に届け』第30巻特装版ブックレット収録[42]） - イラスト[42]
- 『ちはやふる』連載10周年トリビュートイラスト（『BE・LOVE』2018年2号[43]）
- 映画『娼年』イラスト（2018年4月[44]）
- 半分、青い。にまつわるアンケート（『半分、青っぽい。』単行本、2018年9月12日発売[45]）
- まんが浪費図鑑（2018年10月17日発売[46]） - イラスト。劇団雌猫の単行本のコミカライズ[46]。
- 映画『カメラを止めるな!』アツアツファンブック〜『カメラを止めるな!』を止めるな!熱狂のポンデミック〜（2018年12月5日発売[47]） - イラスト[47]
- ミッキーマウス90周年記念イラスト集 gift（2019年6月28日発売[48]） - イラスト
- 映画『リボルバー・リリー』イラスト寄稿[49]（2023年8月[50]）

## その他
- アジアで花咲け!なでしこたち（ひうらさとるのアジアで花咲け!なでしこたち）（2014年2 - 3月（第5期）、11 - 12月（第6期）、2015年2 - 3月（第7期）NHK BS1）